# Философ в раздумье

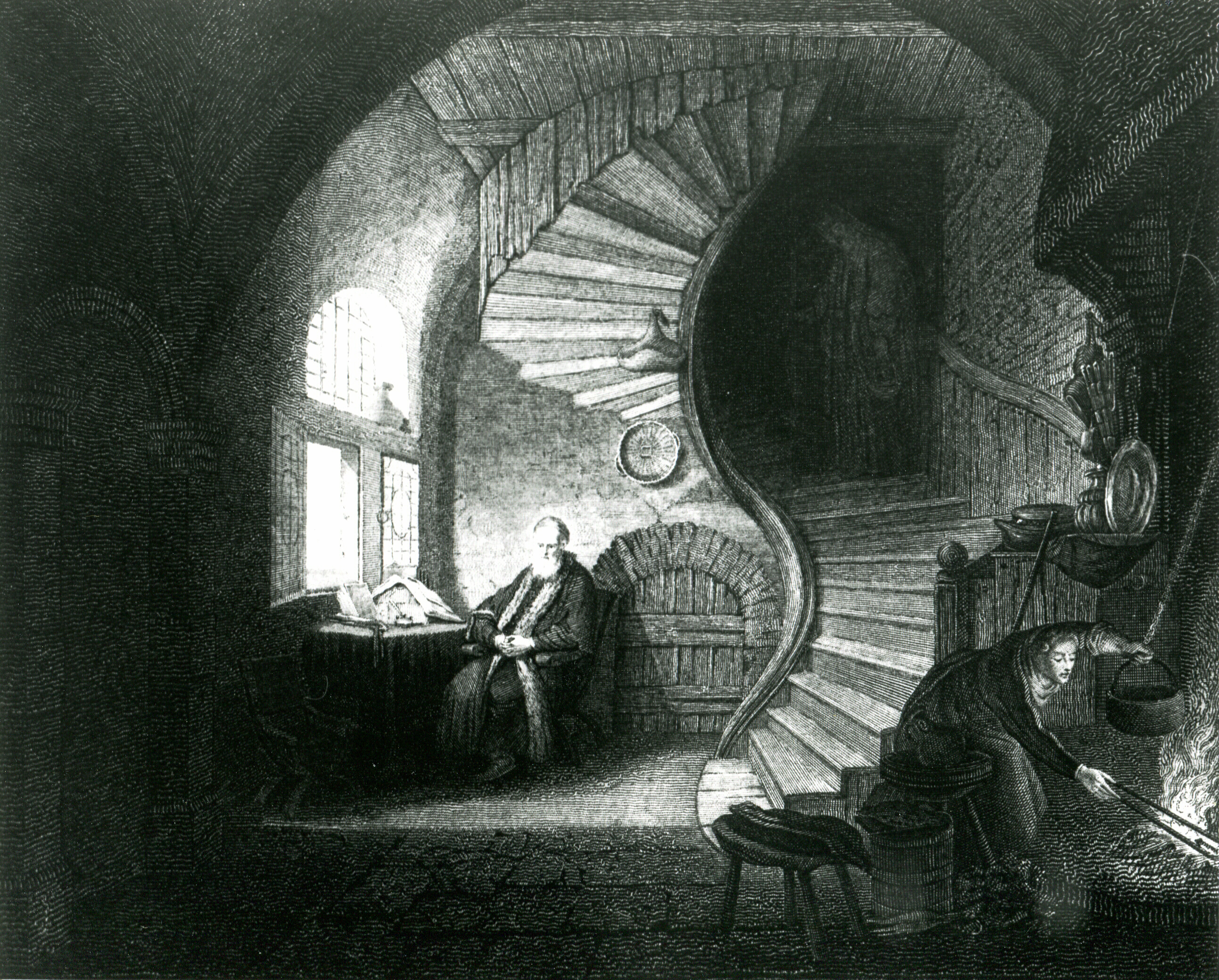
Гравированная репродукция Devilliers l’aîné в честь философа Рембрандта в медитации (1814)

«Философ в раздумье» — картина, написанная нидерландским художником XVII века Рембрандтом, хранится в Луврском музее в Париже. Недавние исследования предполагают, что на картине вместо философа в раздумье изображено «Книга Товита». Эта интерпретация дана в каталоге аукциона 1738 года. Картина появилась в Париже, примерно в середине XVIII века и побывала в аристократических коллекциях, прежде чем была размещена в Лувра. Предполагаемый сюжет, тонкая обработка светотени и сложная композиция были широко оценены во Франции, а картина упоминается в трудах многих литературных деятелей XIX и XX веков, включая Жорж Санд, Теофиля Готье, Жюля Мишле, Марселя Пруста, Поль Валери, Гастона Башляра, Поль Клоделя и Олдоса Хаксли. Непрекращающуюся популярность картины можно измерить по её присутствию в Интернете, где она часто используется в качестве символа философии или интерпретируется в эзотерическом или оккультном духе.

## Описание

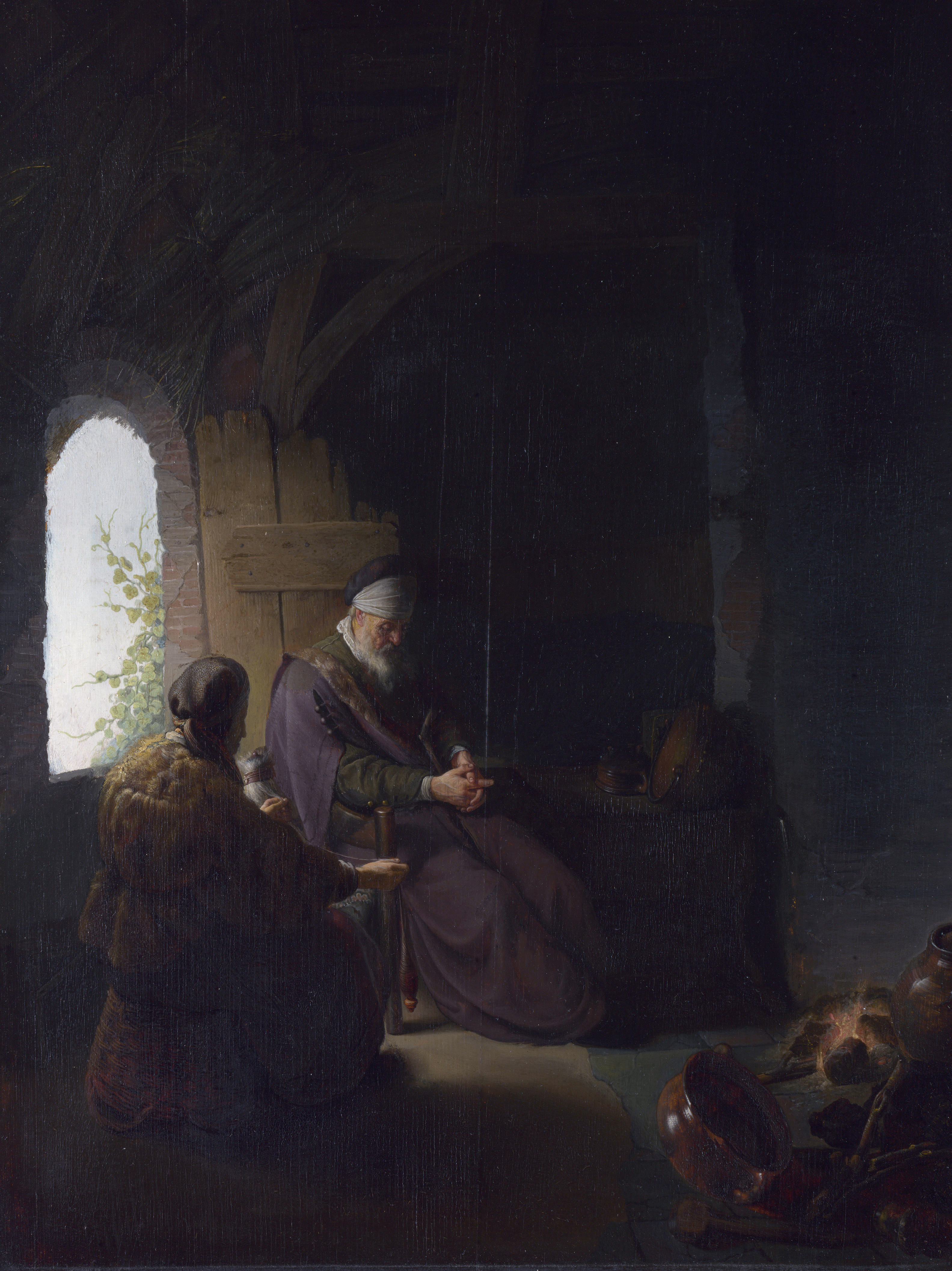
Анна и слепой Тобит, Рембрандт (1630)

Написанная масляными красками на дубовой панели размером около 11 x 13 дюймов (28 x 34 см), картина изображает в немного ускоренной перспективе две фигуры в частично сводчатом интерьере, в котором доминирует деревянная винтовая лестница. Архитектура включает камень, кирпич и дерево, с арочными элементами (окно, свод, двери), создающими впечатление монументальности. На до-иконографическом уровне это одно из самых «графических» произведений Рембрандта, в том смысле, что оно содержит множество прямых, изогнутых, круговых и расходящихся линий: от линий плит до линий окна, кирпичи, обшивка и, конечно же, лестница. Как и в случае с лестницей и подносом для корзины в центре композиции, можно сказать, что изогнутые линии образуют прямые линии. Первая фигура — это старик, сидящий за столом у окна, склонив голову и сложив руки на коленях. Вторая фигура — старуха, ухаживающая за огнем открытого очага. Третья фигура — женщина, стоящая на лестнице с корзиной и повернувшаяся к зрителю, видна на гравированных репродукциях картины XVIII и XIX веков, но практически невидима в нынешнем состоянии картины. В целом картина довольно темная из-за старения лака.

## Подпись
Панель подписана как: «RHL-van Rijn 163_» внизу и слева от центра, по вертикали от фигуры старика. Подпись прорисована тонкой кистью светлым пигментом на темном фоне, разобрать её довольно сложно. Последняя цифра — это крошечная капля краски, форма и расположение которой соответствовали бы «0», «1» или «2». Тип подписи — монограмма плюс отчество — может служить аргументом в пользу 1632 года, поскольку этот тип подписи художник использовал только в этом году. Это не означает, что картина была написана в том году или даже в Амстердаме, куда Рембрандт переехал в конце 1631 года. В любом случае, этот тип подписи настолько редок в творчестве Рембрандта и привязан к конкретной дате, что это свидетельствует о подлинности.

## Тематика
Традиционное название «Философ в раздумье» в значительной степени обусловило популярность картины, но с точки зрения иконографии оно несостоятельно. На картине не изображён ни один из типичных атрибутов науки или философии: книги, глобус, научные инструменты и т.д. Присутствие по крайней мере ещё одной фигуры, занятой домашними делами, не соответствует уединению, связанному с учёбой и размышлениями. Хотя большая книга и перо кажутся одними из немногих предметов на столе перед основной фигурой, они изображены в общих чертах и их невозможно идентифицировать более точно: одной Библии недостаточно, чтобы сделать изображенную фигуру ученым или «философом». Лестницы, винтовые или нет, в начале XVII века не были атрибутом философии. Подобные наблюдения говорят о том, что главную фигуру нельзя назвать «алхимиком», субъектом, который допускал бы присутствие других фигур, например, помощника, ухаживающего за огнем. Изображенные объекты предполагают домашнюю обстановку, но невероятная архитектура говорит скорее об историческом, чем о жанровом сюжете. Французский историк искусства Жан-Мари Кларк утверждает, что эта сцена в конечном итоге взята из Книги Товита, — одного из любимых источников Рембрандта в Ветхом Завете. Единственное возражение против этой интерпретации состоит в том, что помимо двух основных фигур — слепого Товита и его жены Анны, — отсутствует какой-либо идентифицирующий атрибут, например, прялка Анны. Тем не менее, самая правдоподобная интерпретация: Товит и Анна ждут возвращения их единственного сына Тобиаса, так как эту сцену Рембрандт уже представил в другой версии в 1630 году. Это подтверждается источником 18-го века, идентифицирующим картину Рембрандта точно такого же формата, представляющую «Композицию с Товитом и винтовой лестницей». Более ранние упоминания в описи «винтовой лестницы со стариком, сидящим на стуле» или «винтовой лестницы», приписываемой Рембрандту, расплывчаты и могут даже относиться к сопутствующей картине, которая давно приписывалась Рембрандту, но теперь автором считается Саломон Конинк. Хотя название картины в публикациях Лувра остается «Философом в раздумье», каталоги живописных произведений Рембрандта, начиная с Бредиуса (1935), более трезво определяют тему как «Учёный в интерьере с винтовой лестницей». После отказа от атрибуции Рембрандта Исследовательским проектом Рембрандта в 1986 году название формулируется как «Старик в интерьере с винтовой лестницей».

## Сопутствующая картина:Философ в раздумьеилиФилософ с открытой книгой

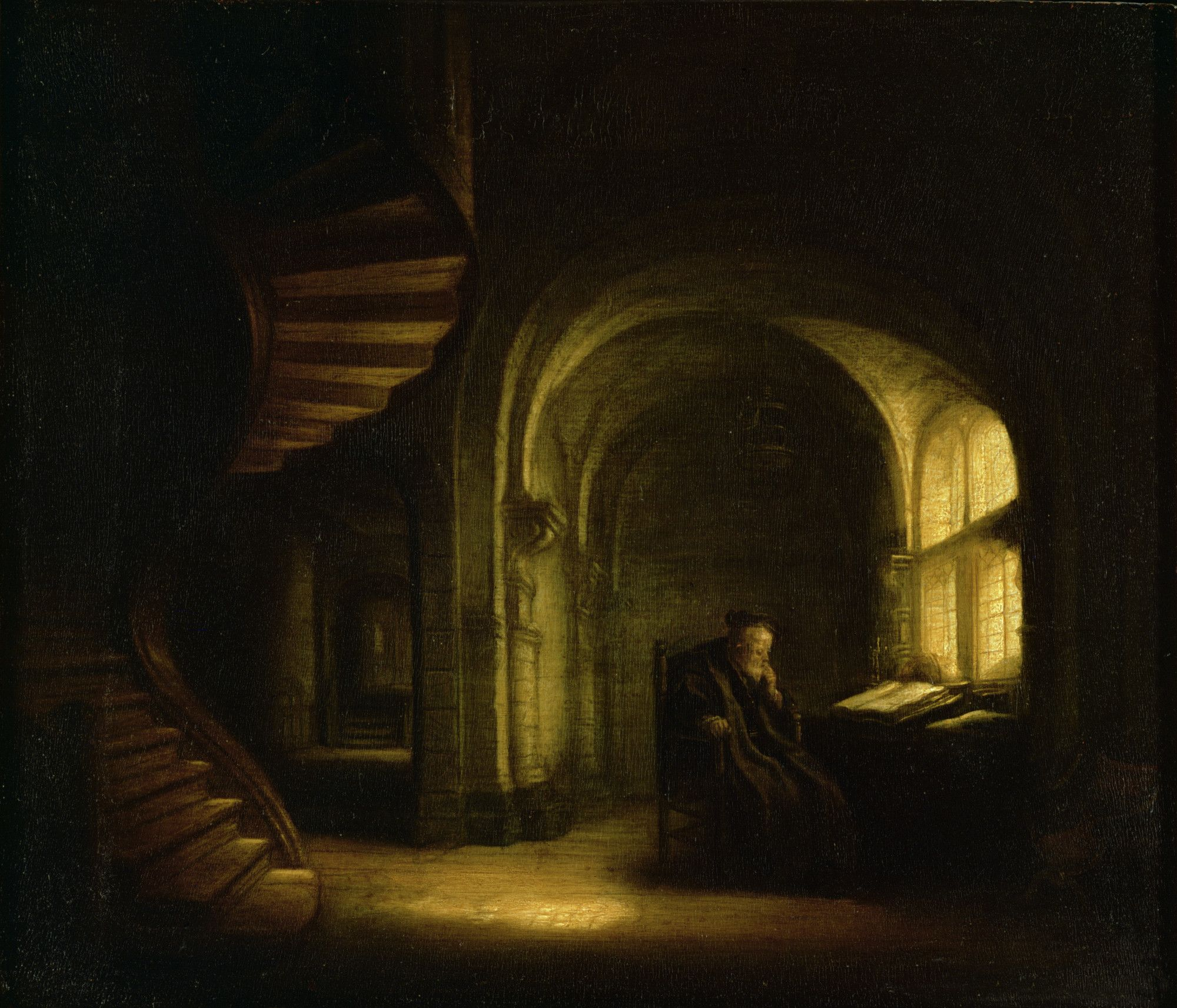
Философ с открытой книгой Саломона Конинка

Лучшее объяснение давней неверной интерпретации Философа в раздумье заключается в том, что во второй половине XVIII века картина продавалась в комплекте с похожей картиной такого же размера (28 на 33,5 см), на которой также была винтовая лестница, и которая также приписывалась Рембрандту. Картины выставлялись вместе под названием Philosophe en méditation и Philosophe en contemplation, или просто как Philosophes. На сопутствующей картине изображен старик в сводчатом интерьере, сидящий перед столом у окна, на котором мы видим книги, глобус и распятие. Эти предметы и его одиночество делают его гораздо лучшим кандидатом для философских занятий, чем старика на предположительном  Философе в раздумье. Несмотря на очевидные различия в композиции и исполнении, никто не сомневался в её атрибуции Рембрандту. Большим исключением является американский историк искусства Джон К. Ван Дайк, который сократил творчество Рембрандта до менее чем пятидесяти картин и очень мало внимания уделил Философам из Лувра: «Маленькие картинки, о которых в прошлом было даром пролито много хороших типографских чернил без заметных результатов. Картины не замечательные…». В 1955 году рентгеновские и инфракрасные снимки в лаборатории Лувра выявили существенные различия в живописной технике и привели к тому, что эта атрибуция была снята. Жак Фукарт (1982), куратор голландской и фламандской живописи в Лувре, как и Хорст Герсон (1968) и Вернер Сумовски (1983), приписывает эту работу Саломону Конинку (1609—1656), имитатору Рембрандта, и датирует её примерно 1645, под названием «Философа в размышлении» или «Философ с открытой книгой». Однако истинная заслуга в атрибуции Конинку  принадлежит Джону К. Ван Дайку, который написал: «На самом деле, нужно быть в известной степени еретиком, чтобы подумать, что кто-то вроде Конинка или Ду мог нарисовать их…». Тема и детали картины Конинка, кажется, были непосредственно вдохновлены гравюрой Рембрандта от 1642 года, изображавшей Св. Иеронима в темной комнате (Бартш 105), которая является единственной известной работой Рембрандта, изображающей имеет полную винтовую лестницу. Традиционная иконография Учителей церкви и св. Иеронима, в частности, предложили атрибуты для того, как в XVII веке изображали ученых в их кабинетах. В итоге, единственное, что связывает сопровождающую картину с «Философом в раздумье», это материал и формат, которые больше отражают намерения Конинка, а не Рембрандта. Любые дальнейшие рассуждения о связи между двумя картинами должны учитывать рукописный комментарий примерно 1750 года их первого французского владельца, маркиза де Войера д’Аргенсона, который утверждает, что эти две картины были собраны вместе «случайно».

## Исследовательский проект Рембрандта и изменение атрибуции
Во втором томе Корпуса картин Рембрандта, который охватывает 1631—1634 годы, исследовательский проект Рембрандта отверг приписывание Рембрандту картины «Философ в раздумье». До тех пор, за исключением «еретического» Джона К. Ван Дайка, это приписывание было единодушно принято экспертами и историками искусства. Исследовательский проект Рембрандта не представил никаких новых объективных или документальных доказательств, но основывал свое суждение на оценке «привычек» Рембрандта, оценке стиля картины и сложности её приспособления к творчеству Рембрандта в 1632 или поздних 1630-х годах. Исследовательский проект Рембрандта не сделал никаких предположений о том, кто мог быть автором этой картины, но низложил её до «ближайшего круга Рембрандта или даже его собственной мастерской». Это решение было проанализировано Жан-Мари Кларком, который, среди прочего, указал, что исследовательский проект Рембрандта возможно, сыграл особую роль в отказе от этой картины, о чём свидетельствует следующая цитата: «В конце XVIII века картина пользовалась во Франции большой репутацией как "Le Philosophe en contemplation", и это помогло определить образ искусства Рембрандта в неоправданной степени». Это изменение атрибуции не было принято Лувром и другими исследователями Рембрандта, и новая конфигурация исследовательского проекта Рембрандта изменила свою позицию с тех пор. В пятом томе Корпуса (2011), который охватывает «небольшие исторические картины», картина без дальнейших промедлений классифицируется как «переквалификация» нынешним директором Эрнстом ван де Ветерингом. Картина была официально восстановлена в томе 6 Корпуса под Nº 86 с названием «Интерьер с окном и винтовой лестницей» и примечанием в скобках: «исследование в Камерлихте».

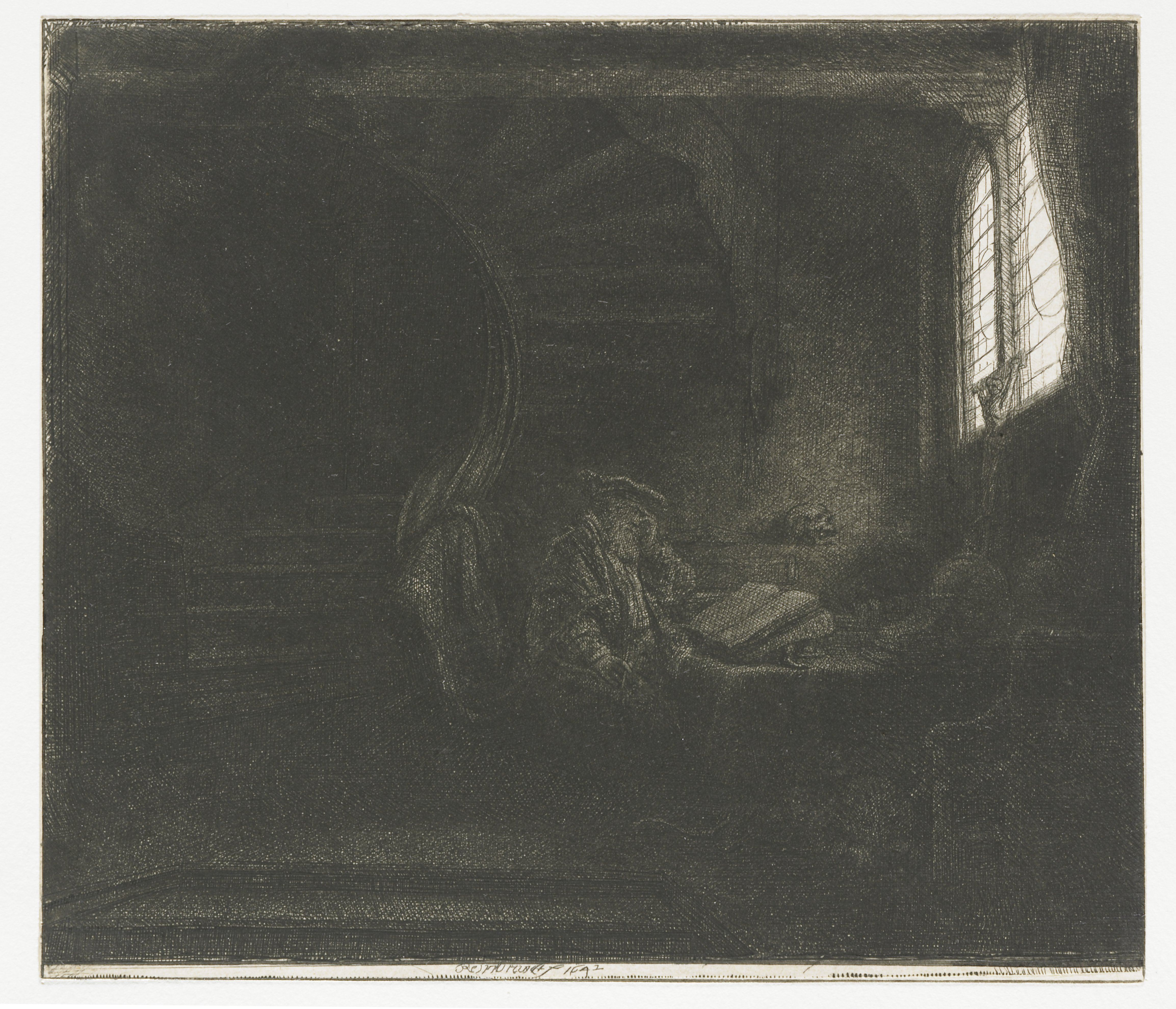
Св. Джером в темной камере, Рембрандт

## Эзотерические, психологические и философские толкования
В лекции, прочитанной в Гётеануме в Дорнахе (1916), теософ и основатель Антропософского общества Рудольф Штайнер описал Луврского «Философа» как «чистейшее выражение света и тьмы… Всё, что вы здесь видите — архитектура и все другие особенности — просто обеспечило возможность для настоящего произведения искусства, которое лежит в распределении света и тьмы». По его мнению, это было сутью искусства Рембрандта. Он показал только «фонарный слайд» картины Саломона Конинка, описанной выше. Слега переиначив название, Олдос Хаксли (1954) так суммирует большую часть «более глубоких» интерпретаций картины: «Там, в Лувре, висит Méditation du Philosophe, символическая тема которой не больше и не меньше чем человеческий разум, его моменты интеллектуального и воображаемого освещения, его загадочные лестницы, завинчивающиеся вниз и вверх в неизвестность». Надпись на иллюстрации картины (реверс) в книге психоаналитика Карла Гюстава Юнга «Человек и его символы» (1964) гласит: «Старик, смотрящий внутрь, образно выражает убеждения Юнга о том, что каждый из нас должен исследовать свое собственное подсознание».
Жан-Мари Кларк (1980) предложил психологическую интерпретацию, основанную на круговой форме композиции и похожем на Инь-Янь распределении света, читая картину как Мандала в юнгианском смысле: архетипический символ интегрированного Я. Техника кьяро-скуро и наличие многих прямых линий, структурированных изогнутыми линиями, говорит о попытке примирить противоположности. Кроме того, Кларк интерпретировал концентричность композиции и богатство круговых мотивов как метафоры основной темы картины: глаз и зрение. Как и Джулиус Хелд, Кларк считает, что рисунок, датированный. примерно 1630 годом в музее Эшмола в Оксфорде (Бенеш 64) с надписью «HARMAN GERRITS van der Rhijn», написанной рукой Рембрандта, на котором изображён отец художника в позе, похожей на позу Товита, предполагает, что тот, возможно, ослеп в конце своей жизни. Соответственно, фигура слепого старика (Товит) — это отец Рембрандта (умерший в 1630), который был против желания его сына стать художником, и зрение которого молодой Рембрандт (Тобиас) «исцелил» с помощью архангела Рафаэля («Исцеляет Бог», имя, которое также символизирует искусство). Совсем недавно Кларк опубликовал в Интернете интерпретацию, которая связывает композицию Рембрандта с дизайном его подписи в 1632 году.
Жан-Пьер Даутун (1983), ученик французского философа Раймона Абеллио, предложил подробное феноменологическое чтение в духе гностицизма, интерпретируя главный мотив картины (поднос с корзиной) как «пупок, омфалос светящейся герметической тайны, которую Рембрандт хочет передать: феноменологический секрет, что глаз гения будет дан тем, кто победит гения глаза. Это немыслимый секрет этой передачи как таковой, "ты есть то" ('Махавакья')  mutus liber этой картины, как если бы позволить Западному сатори к коану по своему замыслу». Профессор французской философии Регина Пьетра (1992) опубликовала эссе, в котором она использовала картину для иллюстрации риторической фигуры гипотипозы; картина Рембрандта, с его взаимной игрой света и тьмы, делает опыт философской медитации визуально понятным. Голландский философ Отто Б. Виршма (1999) опубликовал в Интернете статью, которую он резюмирует следующим образом: «Картина Рембрандта Философ в раздумье (1632, Лувр, Париж) может быть охарактеризована как живописная медитация о чуде видения. Лучшее название было бы Méditation visionnaire, потому что картина привлекает внимание более чем в одном смысле». Обсуждение Философа в раздумье в духе Гурджиева, можно найти на веб-сайте Objective Art (2011).